# Мейлах, Михаил Борисович
Михаи́л Бори́сович Ме́йлах (род. 20 января 1944, Ташкент, УзССР, СССР) — советский и российский литературовед, филолог, поэт и переводчик, специалист по романской филологии и новейшей русской литературе. Кандидат филологических наук, доктор философии (PhD). Один из авторов энциклопедии «Мифы народов мира».

## Биография
Родился в эвакуированной в Ташкент семье литературоведа Бориса Мейлаха (1909—1987). Сестра Мирра (род. 1935) — киновед, с 1975 года — в Израиле.
Окончил филологический факультет Ленинградского университета (1967) и аспирантуру Ленинградского отделения Института языкознания АН СССР под руководством акад. В. М. Жирмунского. На основе кандидатской диссертации, защищённой в 1970 году, опубликовал книгу «Язык трубадуров» (1975).
В 1970-е годы — научный сотрудник ЛОИЯ АН СССР. Дружил с Иосифом Бродским и навещал его в ссылке; в 2000-е годы написал о Бродском статью для Большой российской энциклопедии.
Получив от Якова Друскина спасённые им рукописи Д. Хармса и А. Введенского, подготовил ряд изданий обэриутов, в том числе, совместно с Владимиром Эрлем, первое собрание сочинений Хармса (Бремен, 1978—1981).
В 1983 году был арестован по обвинению в распространении антисоветской литературы, осуждён на 7 лет лишения свободы.

29.6.1983 в Ленинграде арестован Михаил Борисович Мейлах (р. 1945)… М. Мейлах — кандидат филологических наук, специалист по романской филологии и новейшей русской литературе. Он автор ряда статей о творчестве А. Ахматовой и редактор собрания сочинений А. Введенского и Д. Хармса, публикуемых за рубежом. В последнее время добивался выезда из СССР. М. Мейлаху предъявлено обвинение по статье 70 УК РСФСР. Следствие ведёт следователь КГБ В. В. Черкесов. Во время 10-часового обыска, проведённого на квартире М. Мейлаха при его аресте, изъяты книги А. Ахматовой, О. Мандельштама, В. Набокова, богословские сочинения. 24—25.4.1984 в Ленинграде состоялся суд над Михаилом Мейлахом. Он обвинялся по ст. 70 УК РСФСР в распространении книг, изданных за рубежом. Хотя во время следствия М. Мейлаху угрожали предъявлением ему обвинений также и по уголовным статьям, на суде они не фигурировали. М. Мейлах приговорён к 7 г. лагерей строгого режима и 3 г. ссылки. Суд был открытым: Предполагалось сделать процесс показательным. Была приглашена телевизионная группа, которая должна была снять фильм о процессе и о «раскаянии». На суде М. Мейлах заявил, что берёт назад все ранее данные им показания, и отказался признать себя виновным и раскаяться. Ленинградский врач-психиатр Андрей Васильев … отказался давать показания. После процесса он был арестован на улице по обвинению в том, что он «сорвал флаг». Позднее он был приговорён к 4 г. лагерей усиленного режима…— Каким ты был, Таким ты и остался?
«Делу Мейлаха» была посвящена статья «Тихие диверсанты» (второй автор статьи — следователь КГБ, который вёл дело).
Отбывал срок в колонии строгого режима Пермь-36, в заключении перенёс аппендицит, приведший к перитониту, но был спасён врачами районной больницы в Чусовом. Освобождён с началом Перестройки в 1987 году. Позднее сотрудничал с созданным на базе колонии «Пермь-36» музеем-заповедником.
В конце 1980-х — начале 1990-х годов участвовал в издании первых в СССР переводов англоязычной прозы Владимира Набокова: перевел несколько его рассказов и (совместно с Александром Горяниным) роман «Истинная жизнь Себастьяна Найта».
С начала 1990-х годов живёт преимущественно за границей. С 2002 года — профессор Страсбургского университета.
Публиковал стихи в журналах «Знамя», «Континент», «Литературное обозрение» и других.
Стал прототипом главного героя в романе Анатолия Наймана «Б. Б. и др.» (1997); в 2003 году нанёс пощёчину Найману, обвинив того в клевете и вторжении в частную жизнь.